# 莫里斯·阿爾伯特
毛里西奧·阿爾貝托·凱澤曼（葡萄牙文：Maurício Alberto Kaisermann，1951年9月7日－）以他的藝名「莫里斯·阿爾伯特」（英文：Morris Albert）和1974年的單曲《Feelings》而聞名。

## 生平
阿爾伯特出生於奧地利移民家庭。在他的音樂生涯開始之初，他是歌手和吉他手的多個樂隊的成員。在首張單曲《Feel the Sunshine》成功發行後，他於1974年以《Feelings》為標題錄製了他的首張專輯，在他的祖國排名第一，並在榜單上停留了半年。單曲《Feelings》是成為阿爾伯特在流行樂和軟搖滾作品的唯一成名曲。1975年夏天[告示牌百強單曲榜]]銷量超過100萬張，並在美國唱片業協會上獲得了金唱片。
1978年，他在美國錄製了另一首熱門歌曲《She's My Girl》，其中包括他的其他幾首作品。他目前與家人一起住在意大利。

## 歌曲《Feelings》的爭議
感覺是基於法國歌曲作者Loulou Gasté創作的旋律。 阿爾伯特最初聲稱該旋律是他自己的旋律，但後來因盜竊知識產權而被加斯特（Gasté）於1988年成功起訴。

## 唱片目錄

### 專輯
- 1974年：《After We've Left Each Other》
- 1975年：《Feelings》－告示牌二百強單曲榜第37名
- 1976年：《Morris Albert》 – U.S. No. 135
- 1977年：《Love and Life》
- 1979年：《Once Upon a Man》
- 1981年：《Solitude》
- 1983年：《Beginnings》
- 1996年：《Sentimientos》
- 1999年：《Lover》
- 2003年：《Moods》
- 2004年：《Cuore》[5]

### 單曲
- 1972年：《Feel the Sunshine》
- 1973年：《The Throat》
- 1973年：《The Man from Nazareth》
- 1974年：《Sentimientos》
- 1975年：《Feelings》 – 告示牌百強單曲榜第6名；當代成人單曲榜第2名；英國單曲排行榜第4名；SA第5名,[6] AU#5, NZ#4,[7]
- 1975年：《Leave Me》
- 1976年：《Sweet Loving Man》 – 美國單曲榜第93名、Easy Listening單曲榜第15名；加拿大單曲榜第83名、AC單曲榜第17名
- 1976年：《She's My Girl》
- 1976年：《Memories》
- 1976年：《So Nice》
- 1977年：《Conversation》
- 1977年：《Someone, Somehow》
- 1982年：《Do You Miss Me》
- 2003年：《Empty View》
- 2004年：《Cuore》（與Mietta合唱）[8]

## 外部連結
- 莫里斯·阿爾伯特在互联网电影资料库（IMDb）上的資料（英文）
- . Dicionário Cravo Albin da Música Popular Brasileira.   [2021-01-07]. （原始内容存档于2020-10-21）.